# Palais des sports 84
Albums de Eddy Mitchell
Racines
(1984) Eddy Paris Mitchell
(1986)
Palais des sports 84 est le cinquième album live d'Eddy Mitchell enregistré au Palais des sports de Paris et sorti en 1984 sur le label Polydor.

## Liste des titres
| 1.  | À crédit et en stéréo                           |  |
| 2.  | Ciné, rock et bandes dessinées                  |  |
| 3.  | Mon clip préféré                                |  |
| 4.  | Alice                                           |  |
| 5.  | Pourquoi m'laisses-tu pas tranquille, Lucille ? |  |
| 6.  | Nashville ou Belleville                         |  |
| 7.  | Mes souvenirs, mes seize ans                    |  |
| 8.  | L'idole chante au dessert                       |  |
| 9.  | Je vais craquer bientôt                         |  |
| 10. | Le Blues du blanc                               |  |
| 11. | Toujours un coin qui me rappelle                |  |
| 12. | Un chèque en bois... c'est drôle                |  |

| 13. | Sur la route de Memphis    |  |
| 14. | Il ne rentre pas ce soir   |  |
| 15. | C'est un piège             |  |
| 16. | Bye, bye, Johnny B. Goode  |  |
| 17. | Le Cimetière des éléphants |  |
| 18. | J'vous dérange             |  |
| 19. | La Dernière Séance         |  |
| 20. | Medley                     |  |
| 21. | Comme quand j'étais môme   |  |
| 22. | Et la voix d'Elvis         |  |
| 23. | Couleur menthe à l'eau     |  |
| 24. | Happy Birthday Rock'n'Roll |  |